# Kipsdorf

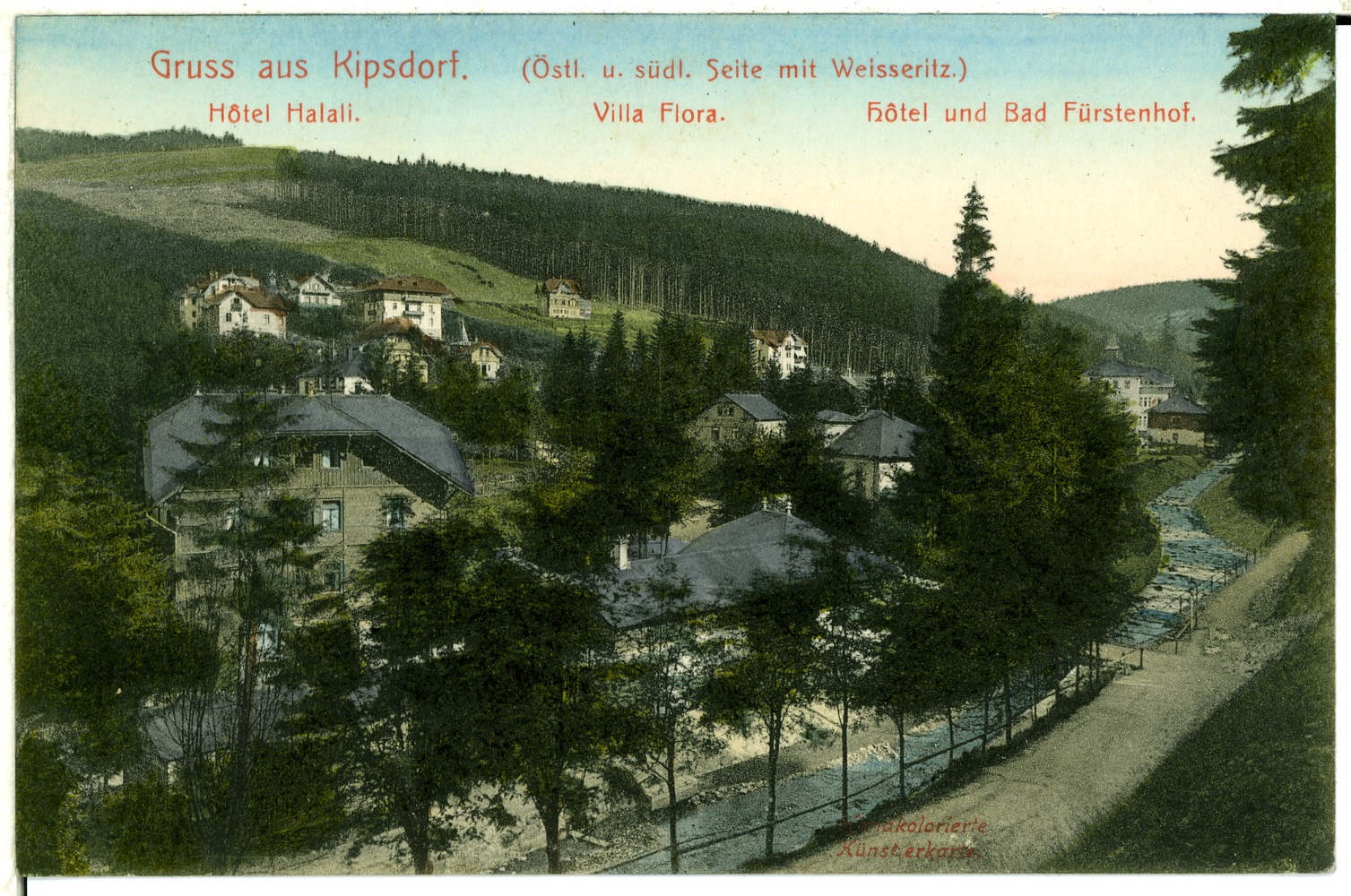
Panorama 1898

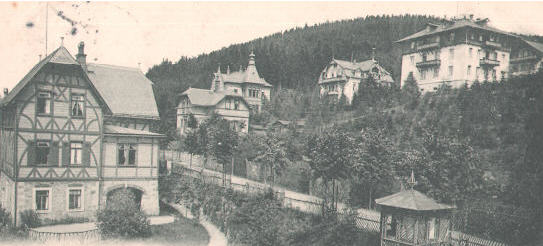
Villen in Kipsdorf um 1900

Kipsdorf (früher auch Kurort Kipsdorf) ist ein Ortsteil der Stadt Altenberg in Sachsen, im Osterzgebirge an der B 170 zwischen Dresden und Prag, 15 km von der Grenze zu Tschechien entfernt.

## Geografie
Der Ort liegt im Osterzgebirge, direkt an der B 170. Kipsdorf ist die Endhaltestelle der Weißeritztalbahn Freital-Hainsberg – Kipsdorf, einer Schmalspurbahn. Das Hochwasser 2002 zerstörte große Teile der Bahn. Der Aufbau verlief schleppend. Seit 13. Dezember 2008 ist die Teilstrecke von Freital-Hainsberg nach Dippoldiswalde wieder in Betrieb. Die restliche Strecke von Dippoldiswalde bis Kipsdorf ist seit 2017 wieder befahrbar.

## Geschichte

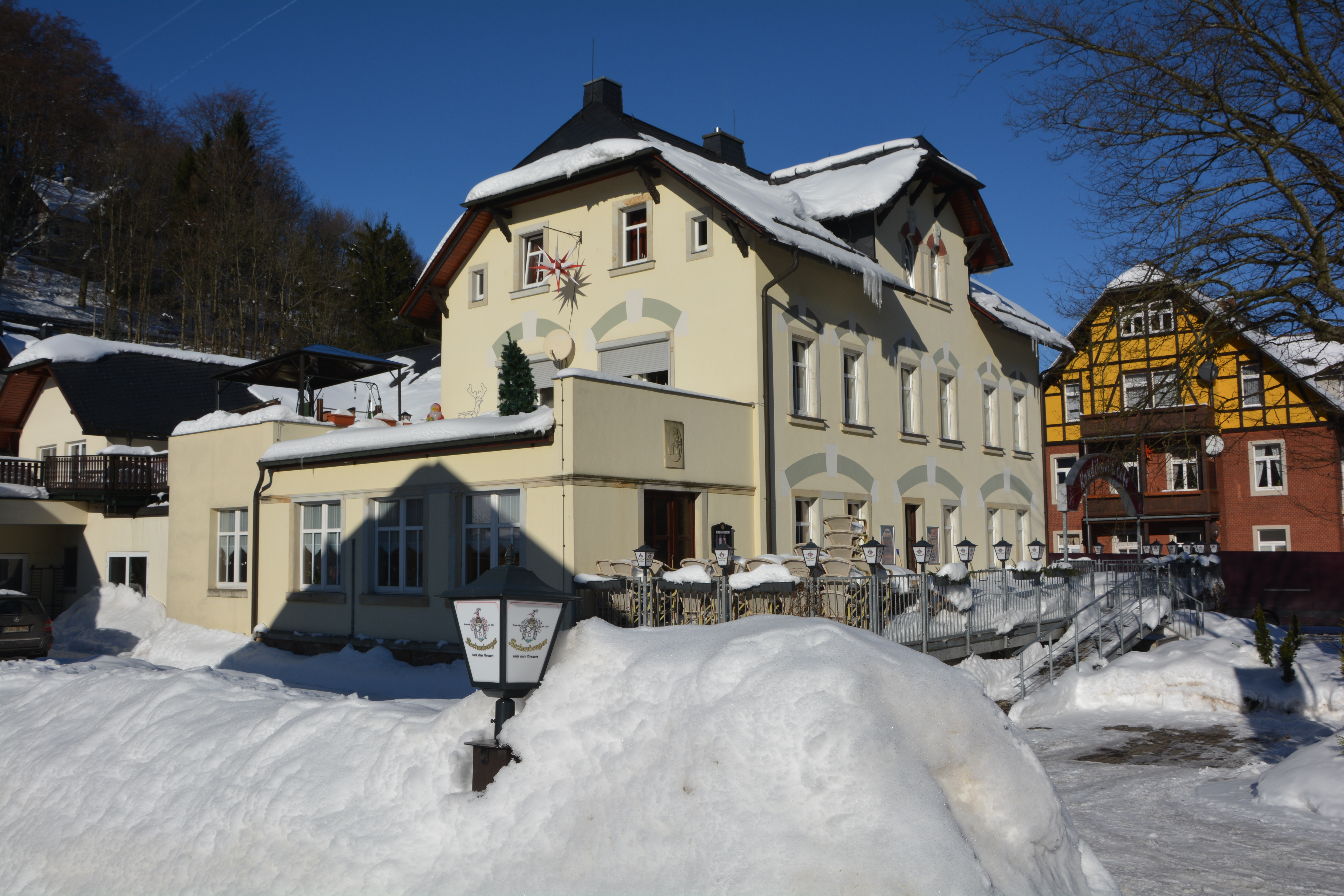
Cafe Stanzel. 1897 erbaut.

1510 wurde der Ort von Siedlern im Dienste der Herren von Bärenstein gegründet und gelangte später an das Amt Altenberg. Ursprünglich hieß der Ort „Kyppsdorf“ (Kupferdorf). Der Name bezog sich auf den nahe gelegenen Kupferbergbau. 1883 wurde die Schmalspurbahn nach Schmiedeberg (1882 errichtet) bis Kipsdorf erweitert. 1884 gab es im Ort zwei Gaststätten. 1908 wurde die Bergkirche Kipsdorf eingeweiht. Durch den Bahnanschluss entwickelte sich der Fremdenverkehr rasant, so dass 1910 schon 10.000 Feriengäste den Ort besuchten.
Am 1. April 1996 wurde der Ort in das Gemeindegebiet Altenberg eingemeindet. Ein großes Problem ist die Abwanderung zahlreicher Einwohner, der Ortsteil Kipsdorf hatte 2021 nur noch 259 Einwohner.
Die Flutschäden des Hochwassers 2002 waren nach sieben Jahren fast vollständig behoben. Das Gebäude des Kipsdorfer Kopfbahnhofes wurde vollständig saniert und zu einem Bürgerhaus ausgebaut. Es wird als Versammlungsort und für die Vereinsarbeit mit Veranstaltungen und Freizeitangeboten genutzt.
Die Betriebsunterbrechung der Weißeritztalbahn durch das Hochwasser verringerte die touristische Attraktivität des Ortes. Die restliche Strecke von Dippoldiswalde bis Kipsdorf ist seit 2017 wieder befahrbar und damit auch für Kipsdorf eine wichtige Verkehrsanbindung.
Kurort Kipsdorf war bis 2018 staatlich anerkannter Erholungsort.

## Gedenkstätten
Im Kurpark am Ortsausgang in Richtung Zinnwald-Georgenfeld erinnerte ein FIR-Gedenkstein an sechs unbekannte KZ-Häftlinge, die im Frühjahr 1945 bei einem Todesmarsch, vermutlich vom Außenlager Dresden-SS-Pionierkaserne des KZ Flossenbürg, von SS-Männern ermordet wurden.
Der Gedenkstein im Kurpark wurde mit der Augustflut 2002 weggespült. Auf dem Friedhof befindet sich ein Gedenkstein für die Opfer des Faschismus. Vor der Bergkirche steht das am 24. Juni 1923 geweihte Kriegerdenkmal der Gefallenen im Ersten Weltkrieg, welches der Dresdner Bildhauer Paul Polte fertigte.